# Чижиков Геннадій Дмитрович
Геннадій Дмитрович Чижиков (19 лютого 1964 року, народився в м. Донецьк) — президент Торгово-промислової палати України, Почесний консул Франції, Член Ради директорів Генеральної Асамблеї Європалати  [Архівовано 5 травня 2016 у Wayback Machine.], Кооптований член бордів у Всесвітній федерації торгових палат (World Chamber Federation ), Член Наглядової Ради Бізнес-омбудсмена, Член Наглядової Ради UkraineInvest , Член Наглядової Ради Маріупільського державного університету . Випускник Асоціації випускників "Аспен-Україна". Заслужений економіст України. Засновник першого локального комітету AIESEC в Україні. Засновник та президент Юзівського ділового клубу.

## Біографія
Чижиков Геннадій Дмитрович народився 19 лютого 1964 року в Донецьку. Закінчивши школу із золотою медаллю, в 1981—1985 рр. навчався на торгово-економічному факультеті Донецького інституту радянської торгівлі (нині Донецький державний університет економіки і торгівлі імені Михайла Туган-Барановського), який закінчив з відзнакою. Після служби в армії працював економістом відділу організації торгівлі донецької фірми «Меблі», а з 1987 року — в Донецькому інституті радянської торгівлі, де обіймав посади асистента, доцента кафедри економіки підприємства. У 1992 захистив кандидатську дисертацію, в 2007 році захистив докторську дисертацію за спеціальністю ЗЕД. Має понад 80 опублікованих наукових і публіцистичних статей. Стажувався в Бредфордській школі бізнесу , Національному університеті Ірландії (Корк) Торговій палаті Великого Піттсбурга (США). 
Понад 25 років займається розвитком палатівського руху в Україні. З 1994 по 2002 рр. працював на посаді віце-президента Донецької торгово-промислової палати. З червня 2002 по лютий 2013 очолював Донецьку торгово-промислову палату. З лютого 2013 — президент Торгово-промислової палати України. В 2015 році та 2019 році був переобраний на посаду президента Торгово-промислової палати України. За цей час в ТПП України створено мережу центрів підтримки експорту (14 регіональних центрів), запроваджено Національний експортний форум, засновано двосторонні ділові ради з партнерами більше ніж 45 країн світу, укладено низку угод про співпрацю з партнерськими організаціями з 120-ти країн світу, має 77 представників ТПП України у 68 країнах світу. Нині система регіональних торгово-промислових палат налічує 25 офісів у всіх областях України.  
2021 — Українська академія корпоративного управління Board Direction (UCGA );
2008 — Інститут Аспен (США) в Україні, семінар «Відповідальне лідерство»;
2007 — Sterling Business School у співпраці з Rowan University, тренінг Executive Lean Six Sigma;
1994 — Université de Rennes (м. Рен, Франція), спеціалізація: управління підприємством;
1994 — School of Professional Studies (м. Бредфорд, Англія), спеціалізація: економіка;
1994 — Київський національний економічний університет, спеціалізація: управління підприємством;
1994 — Alliance française (м. Київ, Україна), сертифікат: французька мова;
1993 — Université d'Anvers (м. Антверпен, Бельгія), спеціалізація: мікроекономіка;
1992 — Російський економічний університетім. Г. В. Плеханова, кандидат наук, спеціалізація: економіка торгівлі;
1985 — Державна школа іноземних мов (м. Київ, Україна), сертифікат: англійська мова;
1985 — Донецький інститут радянської торгівлі, спеціалізація: економіка торгівлі.
Трудова діяльність
З 1987 працював економістом відділу організації торгівлі Донецького обласного оптово-роздрібного об’єднання фірма «Меблі»;
1987 по 1995 рр. працював в Донецькому інституті радянської торгівлі, де обіймав посади асистента, доцента кафедри економіки підприємства;
1995 по 2002 рр. працював на посаді віце-президента Донецької торгово-промислової палати ;
2002 по 2013 рр. президент Донецької торгово-промислової палати;
З 2013 президент Торгово-промислової палати України ;
2015 року - переобраний на посаду президента Торгово-промислової палати України;
2019 року - переобраний на посаду президента Торгово-промислової палати України.
Володіє англійською та французькою мовами.
Майстер спорту з фехтування.
Марафонець (80 марафонів, 3 ультра-марафони).
Одружений, має дві доньки.

## Відзнаки та нагороди
- Кавелер Ordine della Stella d’Italia  [Архівовано 21 вересня 2020 у Wayback Machine.]
- Почесна нагорода Торгово-промислової палати України «Золотий знак — Меркурій».
- Почесна орденська відзнака «Суспільне визнання» III ступеня Міжнародної благодійної організації «Фонд суспільного визнання».
- Золота лаврова гілка «За професіоналізм та компетентність» (ТПП, м. Катовиці).
- Орден святого рівноапостольного князя Володимира I ступеня Української православної церкви[якої?].
- Національний орден «За заслуги» (Франція).
- Почесний президент Всеукраїнського союзу Білорусів.

## Учасник марафонів
- 50К Stockholm Ultra Marathon
- Maratona di Roma [Архівовано 5 травня 2016 у Wayback Machine.]
- Kyiv half marathon  [Архівовано 20 листопада 2016 у Wayback Machine.]
- Schneider Electric Marathon De Paris [Архівовано 2 травня 2016 у Wayback Machine.]
- New York City Marathon [Архівовано 16 січня 2015 у Wayback Machine.]
- Wizz Air Kyiv City  Marathon [Архівовано 8 квітня 2011 у Wayback Machine.]
- TCS Amsterdam Marathon [Архівовано 7 грудня 2016 у Wayback Machine.]
- Nova Poshta Kyiv Half Marathon  [Архівовано 1 квітня 2022 у Wayback Machine.]
- Zurich Marathon
- EA7 Marathon Milano  [Архівовано 24 лютого 2020 у Wayback Machine.]
- BMW Berlin Marathon
- Athens Marathon
- Maraton Valencia  [Архівовано 16 квітня 2021 у Wayback Machine.]
- Doha Marathon  [Архівовано 11 грудня 2019 у Wayback Machine.]
- Cyprus Marathon